# Nathan Justin
Kervin Nathan Justin (5 aprile 1981) è un ex calciatore santaluciano, di ruolo difensore.

## Carriera

### Nazionale
Ha collezionato 11 presenze in Nazionale.